# Soygaon
Soygaon är en ort i Indien.   Den ligger i distriktet Aurangabad och delstaten Maharashtra, i den centrala delen av landet, 900 km söder om huvudstaden New Delhi. Soygaon ligger 377 meter över havet och antalet invånare är 23 320.
Terrängen runt Soygaon är platt norrut, men söderut är den kuperad. Terrängen runt Soygaon sluttar norrut. Runt Soygaon är det ganska tätbefolkat, med 230 invånare per kvadratkilometer. Det finns inga andra samhällen i närheten. Trakten runt Soygaon består till största delen av jordbruksmark.